# Euscelidia adusta
Euscelidia adusta är en tvåvingeart som beskrevs av Dikow 2003. Euscelidia adusta ingår i släktet Euscelidia och familjen rovflugor. Inga underarter finns listade i Catalogue of Life.